# Pentanodes
Pentanodes is een kevergeslacht uit de familie van de boktorren (Cerambycidae). De wetenschappelijke naam van het geslacht werd voor het eerst geldig gepubliceerd in 1904 door Schaeffer.

## Soorten
Pentanodes omvat de volgende soorten:
- Pentanodes albofasciatus Fisher, 1932
- Pentanodes dietzii Schaeffer, 1904